# Ferrovia Rimini-Novafeltria
La ferrovia Rimini-Novafeltria era una ferrovia a scartamento ridotto, dismessa e smantellata, della Società Anonima delle Ferrovie e Tramvie Padane (FTP), che da Rimini arrivava a Mercatino Marecchia, in seguito divenuta Novafeltria.

## Storia
La costruzione della ferrovia, chiesta da più parti come complemento del più ampio progetto di ferrovia Subappennina, ebbe inizio a metà del 1916, nonostante la concessione relativa alla Società Anonima delle Ferrovie e Tramvie Padane fosse stata pubblicata il 10 marzo 1913.
Il tracciato previsto, con scartamento a 950 mm, partiva dalla stazione di Rimini Centrale, posta nei pressi della stazione FS, e, proseguendo lungo la valle del fiume Marecchia, raggiungeva il centro abitato di Novafeltria, che allora si chiamava Mercatino Marecchia (comune con circa 5.000 abitanti nel 1911).
La ferrovia fu aperta al traffico, con trazione a vapore, il 21 giugno 1916 tra Rimini e Verucchio (sezione di 18 km); nel 1921 fu raggiunta San Marino-Torello (poi semplicemente Torello, a seguito dell'apertura della Ferrovia Rimini-San Marino) e fu completata l'anno dopo, con l'apertura in data 18 giugno 1922 della rimanente sezione, fino al capolinea di Mercatino Marecchia.
La gestione venne assunta dalla Società anonima Ferrovie e Tramvie Padane (FTP) che la mantenne fino al 1932, quando le insormontabili difficoltà economiche in cui versava la società concessionaria portarono alla sospensione dell'esercizio.
La gestione della tranvia Ferrara-Codigoro, nel frattempo trasformata in ferrovia, e della Rimini-Novafeltria, che facevano parte del gruppo di linee in concessione alla società, dovette quindi essere assunta in via provvisoria dall'amministrazione governativa, tramite l'ispettorato compartimentale per l'Emilia, e la decadenza della suddetta società, nel frattempo fallita, fu dichiarata con regio decreto 7 settembre 1933, n. 1274. Domande di ri-concessione della linea furono presentate da varie società sin dal 1937 e ne venne anche iniziata l'istruttoria, ma, in seguito ai vari eventi susseguiti, il Ministero nel 1940 pose termine a qualsiasi ulteriore istruttoria di concessione.
La ferrovia subì danni notevoli durante la seconda guerra mondiale e venne ricostruita negli anni successivi (1948); tra Verucchio e Pietracuta per la ricostruzione (in variante) venne riutilizzata (adattandola) la sede della non completata linea ferroviaria subappennina.
L'esercizio, all'inizio a vapore, dagli anni cinquanta venne trasformato a trazione diesel con automotrici minime a due assi.
Il 15 ottobre 1960 la ferrovia venne chiusa e sostituita dal giorno successivo con il neoistituito servizio sostitutivo su strada, a cura della stessa Gestione Commissariale delle Ferrovie Padane. In quell'anno la ferrovia aveva trasportato 346.652 viaggiatori e 192 t di merci, con un coefficiente di esercizio di 1,62.
Dopo la dismissione della ferrovia la sede ferroviaria, quasi interamente in sede promiscua, è stata riutilizzata per allargare (o costruire variante di tracciato) la strada statale 258. Sopravvivono solo alcuni edifici (come stazioni e caselli), riutilizzati per gli scopi più diversi, ed alcuni resti di ponti ad arco nel tratto Torello - Pietracuta lungo il tracciato storico (cioè la porzione non ripristinata dopo gli eventi bellici).
Nel 1952 Sergio Zavoli dedicò alla ferrovia Rimini-Novafeltria un documentario radiofonico dal titolo Scartamento ridotto. Nei 34 minuti di ascolto, Sergio Zavoli presentò la ferrovia sotto diversi punti di vista: dai contadini, che la vedevano come una grande innovazione e opportunità di sviluppo per la vallata del Marecchia, a cui pareva simpatico lo sbuffare del treno nelle loro difficili giornate di lavoro nei campi, ai governanti, che la volevano smantellare per l'insufficiente rendita economica, al capotreno, che amava visceralmente la locomotiva a vapore e accoglieva con sospetto la sostituzione di quest'ultima con un locomotore diesel.

## Caratteristiche
| Unknown route-map component "CONTr+f" |

|  | Station on track | Unknown route-map component "exKBHFa" |

|  | Unknown route-map component "CONTr+g" | Unknown route-map component "exSTR" |

|  |  | Unknown route-map component "exBHF" |

|  |  | Unknown route-map component "exHST" |

|  |  | Unknown route-map component "exHST" |

|  |  | Unknown route-map component "exBHF" |

|  |  | Unknown route-map component "exHST" |

|  |  | Unknown route-map component "exHST" |

|  |  | Unknown route-map component "exBHF" |

|  |  | Unknown route-map component "exBHF" |

| Unknown route-map component "exCONTgq" | Unknown route-map component "exSTR+r" + Unknown route-map component "exKRW+l" | Unknown route-map component "exKRWgr" |

|  | Unknown route-map component "exHST" | Unknown route-map component "exHST" |

|  | Unknown route-map component "exHST" | Unknown route-map component "exHST" |

|  | Unknown route-map component "exHST" | Unknown route-map component "exHST" |

|  | Unknown route-map component "exKRWg+l" | Unknown route-map component "exKRWr" |

|  | Unknown route-map component "exABZgl" | Unknown route-map component "exCONTfq" |

| Unknown route-map component "exhSTRae" |

|  | Unknown route-map component "exHST" |

|  | Unknown route-map component "exKBHFe" |

L'armamento della ferrovia venne realizzato usando rotaie piuttosto leggere: per 19.567 m era costituito da rotaie di 22,5 kg/m e di rotaie di 25,5 kg/m per i restanti 16.059 m.
La lunghezza totale della ferrovia risultò essere di 35.626 m; buona parte di essa (22.076 m) aveva i binari posti nella sede stradale (promiscua come nelle tranvie) e solo 9.450 m di essi erano in sede stradale protetta. La lunghezza di esercizio in pratica risultò essere di "soli" 35.576 m.
La pendenza massima fu contenuta entro il 30 per mille (anche in funzione del fatto che ne era previsto l'esercizio a vapore) ma il raggio minimo delle curve fu di 70 m per cui la velocità massima ammessa fu di 40 km/h. La ferrovia venne allacciata al porto di Rimini con un raccordo lungo 1.797 m.

## Materiale rotabile

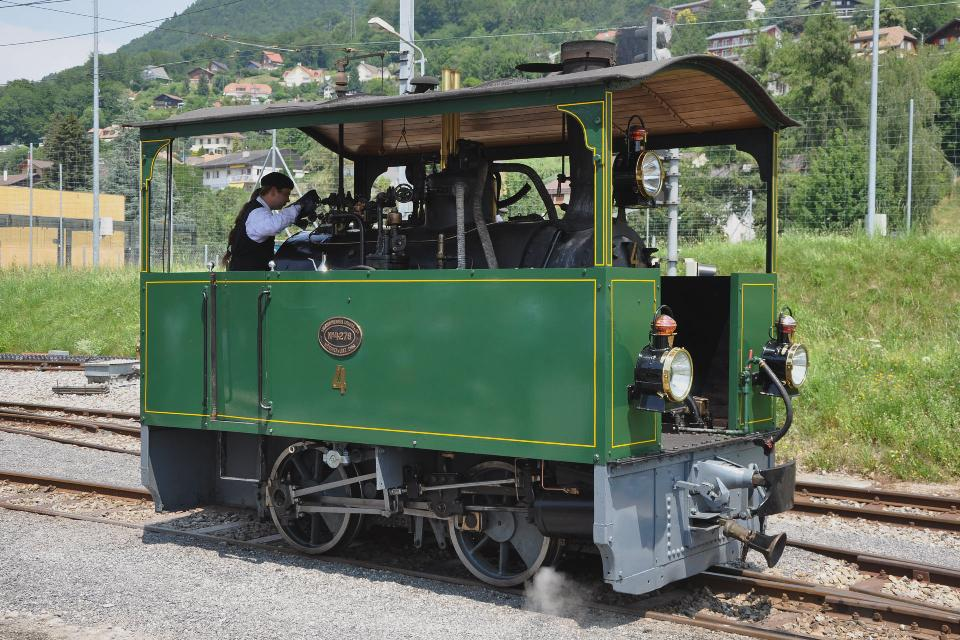
La locomotiva Krauss FP 4 impiegata sulla tranvia FTP Ferrara - Codigoro e poi sulla Rimini-Novafeltria

All'apertura e fino agli anni cinquanta vennero utilizzate delle locomotive a vapore. Il materiale rotabile nel 1933 era costituito da:
- due locomotive a vapore da 160 kW della Breda con rodiggio D;
- una locomotiva a vapore da 120 kW della Orenstein & Koppel con rodiggio C;
- una locomotiva a vapore da 55 kW con rodiggio B, costruita nel 1900 dalla Krauss e che fu impiegata inizialmente sulla tranvia a scartamento ridotto Ferrara - Codigoro;
- tre carrozze a carrelli;
- tre bagagliai a carrelli;
- dieci carri merci chiusi e ventuno aperti.

Una locomotiva Breda, la n° 3, fu ceduta nel 1917 alle Ferrovie Calabro Lucane, da cui fu riacquistata nel 1940.
Dal 1952 il parco rotabile venne in parte rinnovato con l'entrata in servizio di tre unità, classificate come ALn 35, prodotte dalle Officine Raffaele Ranieri di Roma ed equipaggiate con motori General Motors di recupero bellico. Si trattava di automotrici unidirezionali del tipo autobus su rotaia a due assi, con una potenza di 165 CV, ed erano dotate di trentacinque posti a sedere, da cui provenne il nome assegnato loro di ALn 35. Esse risultavano molto simili alle più famose Emmine a cremagliera delle Ferrovie Calabro Lucane. Nel 1955 entrò in servizio una quarta automotrice Ranieri-GM bidirezionale a carrelli con 52 posti a sedere e 300 CV di potenza (classificata ALn 52.10 FP). Tutte queste automotrici fecero servizio fino alla chiusura della linea avvenuta nel 1960. In seguito alla cessazione del servizio su questa linea, le automotrici vennero acquisite dalla Ferrovia Circumetnea per far fronte alla grave carenza di materiale rotabile e quivi rimasero fino all'accantonamento.
La locomotiva a vapore Krauss, invece, fu conservata all'aperto nella stazione di Rimini. Nel 1970, fu acquisita dalla Ferrovia Museo Blonay-Chamby che la restaurò e la riportò in stato di marcia nel 1981. Da allora è esposta al museo ed è saltuariamente impiegata come le altre locomotive storiche del museo.